# 완단 진흙 화산
완단 진흙 화산(Wandan Mud Volcano)은 타이완 남부 핑둥 현의 완단 향과 신위안 향의 경계에 있는 대형 이화산이다. 타이완에서 양뉴 연못, 우산딩 진흙 화산과 함께 타이완에서 가장 활동이 활발한 진흙 화산으로 알려져 있다. 후앙위안 사원 앞에서 대부분 분출이 일어나며, 예전에는 리유 언덕이라고 불리는 산에서 분출했었다. 완단이란 이름중에서 단은 붉을 단(丹)을 말하는데, 이는 거의 불꽃을 동반해 분출하기 때문이다.
1720년에 처음 폭발했다는 기록이 전해지며 그 이후로도 진흙 화산은 거의 매년 분출하고 있다. 1979년부터 1988년엔 활동을 하지 않았던 것으로 알려졌다. 리유 언덕이라는 산에서 분출하였으나, 1988년에 분출구가 후앙위안 사원 앞으로 이동하였다. 때때로 틈새균열 분출이 일어나기도 한다. 후앙위안 사원뿐만 아니라 다른 지역에도 분출구가 있다.

## 분출
이 진흙 화산의 가장 유명한 분출들은 1720년, 1988년, 1995년, 2011년에 있었다. 1720년의 분출은 기록된 첫 분출이었으며 2011년에는 최대 규모로 분출한 것으로 보인다. 2014년에도 분출하였는데, 이 때 길이 30m의 균열이 일어나면서 그 틈으로 분출하였다.

## 후앙유안 사원
후앙위안 사원(Huang Yuan Holy Temple)은 현재 진흙 화산의 분출구가 자리잡고 있는 타이완 나부 핑둥의 불교 사원이다. 보통 사원과 달리 빌딩식으로 구성되어 있다.